# 대동 분기점
대동 분기점(大東分岐點, Daedong Junction, 대동JC)은 경상남도 김해시 대동면 덕산리에 설치된 중앙고속도로와 중앙고속도로지선이 만나는 분기점이다. 본래 Y자형 형태를 가진 교차로였으나 2014년 12월 16일에 중앙고속도로지선의 김해 분기점 ~ 대동 분기점 구간이 개통되면서 지금과 같은 형태로 변형되었다. 2014년 새로 개통된 구간은 중앙고속도로 춘천 방면에서 중앙고속도로지선 김해 방면으로의 진출과 중앙고속도로지선 양산 방면에서 중앙고속도로 부산 방면으로의 진출이 불가능하다.

## 연혁
- 1992년 6월 27일 : 분기점 신설을 위해 김해 도시계획시설 교통광장에 대동면 덕산리 일원을 대동 분기점으로 고시[1]
- 1996년 6월 28일 : 부산대구고속도로 대저 분기점 ~ 대동 분기점 구간, 부산대구고속도로지선 대동 분기점 ~ 남양산 나들목 구간 개통과 함께 영업 개시[2]
- 2006년 1월 25일 : 중앙고속도로 대동 분기점 ~ 동대구 분기점 민자구간 개통으로 분기점 선형 개량[3]
- 2008년 7월 16일 : 냉정 ~ 부산 구간 확장 공사로 김해시 도시계획시설 교통광장에 대동면 대감리 일대를 대동 분기점으로 고시[4]
- 2009년 12월 31일 : 김해시 도시계획시설 교통광장 면적 조정[5]
- 2011년 7월 6일 : 부산외곽순환고속도로 신설로 인해 김해시 도시계획시설 교통광장 면적 조정[6]
- 2014년 12월 16일 : 중앙고속도로지선 김해 분기점 ~ 대동 분기점 구간 연장 개통으로 분기점 선형 개량[7]

## 구조물 정보
- 위치: 경상남도 김해시 대동면 덕산리, 월촌리

## 접속하는 노선

### 부산・춘천방면
- 중앙고속도로 (3번)

### 김해・양산방면
- 중앙고속도로지선 (1번)